# Hyptiharpa
Hyptiharpa là một chi bướm đêm thuộc phân họ Tortricinae của họ Tortricidae.

## Các loài
- Hyptiharpa hypostas Razowski, 1992